# Caimito (ort i Colombia, Sucre, lat 8,81, long -75,41)
Caimito är en ort i Colombia.   Den ligger i departementet Sucre, i den norra delen av landet, 500 km norr om huvudstaden Bogotá. Caimito ligger 102 meter över havet och antalet invånare är 2 925.
Terrängen runt Caimito är platt, och sluttar österut. Runt Caimito är det ganska tätbefolkat, med 86 invånare per kvadratkilometer. Närmaste större samhälle är Sahagún, 15,3 km norr om Caimito. Omgivningarna runt Caimito är huvudsakligen savann.